# Naevochromis chrysogaster
Naevochromis chrysogaster är en fiskart som först beskrevs av Trewavas, 1935.  Naevochromis chrysogaster ingår i släktet Naevochromis och familjen Cichlidae. IUCN kategoriserar arten globalt som livskraftig. Inga underarter finns listade i Catalogue of Life.